# Битва при Нумистроне
Битва при Нумистроне — сражение Второй Пунической войны между армией Ганнибала и римским войском под командованием Марка Клавдия Марцелла. Битва закончилась неопределённо, после долгого сражения Ганнибал отступил, и Марцелл догнал его лишь в следующем году под Аускулом.